# 小行星2264
小行星2264（2264 Sabrina）是一颗围绕太阳公转的小行星。1979年12月16日，愛德華·鮑威爾在可可尼诺县发现了此天体。
該小行星以英國傳說中的公主莎布麗娜命名。
这颗小行星的绝对星等为79.14902075902486等。